# Црногорски телеком
Црногорски телеком је телекомуникациони оператор у Црној Гори са седиштем у Подгорици. Део је групе Хрватског телекома. Други је телекомуникациони оператор по броју корисника у Црној Гори, док је први mtel.

## Историјат
Предузеће је основан 1998. поделом тадашњег ПТТ саобраћаја Црне Горе на Пошту Црне Горе и Телеком Црне Горе. Године 2003. је истекао законски монопол Телекома Црне Горе у фиксној телефонији. Од 2005. је у већинском власништву Мађарског телекома. Године 2006. мења име у Црногорски Телеком. Године 2009. у ЦТ се интегришу Т-Мобајл Црне Горе д.о.о. и Интернет Црна Гора д.о.о.

## Пословање
Црногорски телеком има лиценценце за фиксну и мобилну телефонију у Црној Гори.
T-Home и T-Mobile су брендови под којим ЦТ послује у фиксној односно мобилној телефонији.
ЦТ има широк спектар услуга које пружа од кога су најважни ADSL, IPTV и мобилни интернет.